# اسطوره‌شناسی ایرلندی

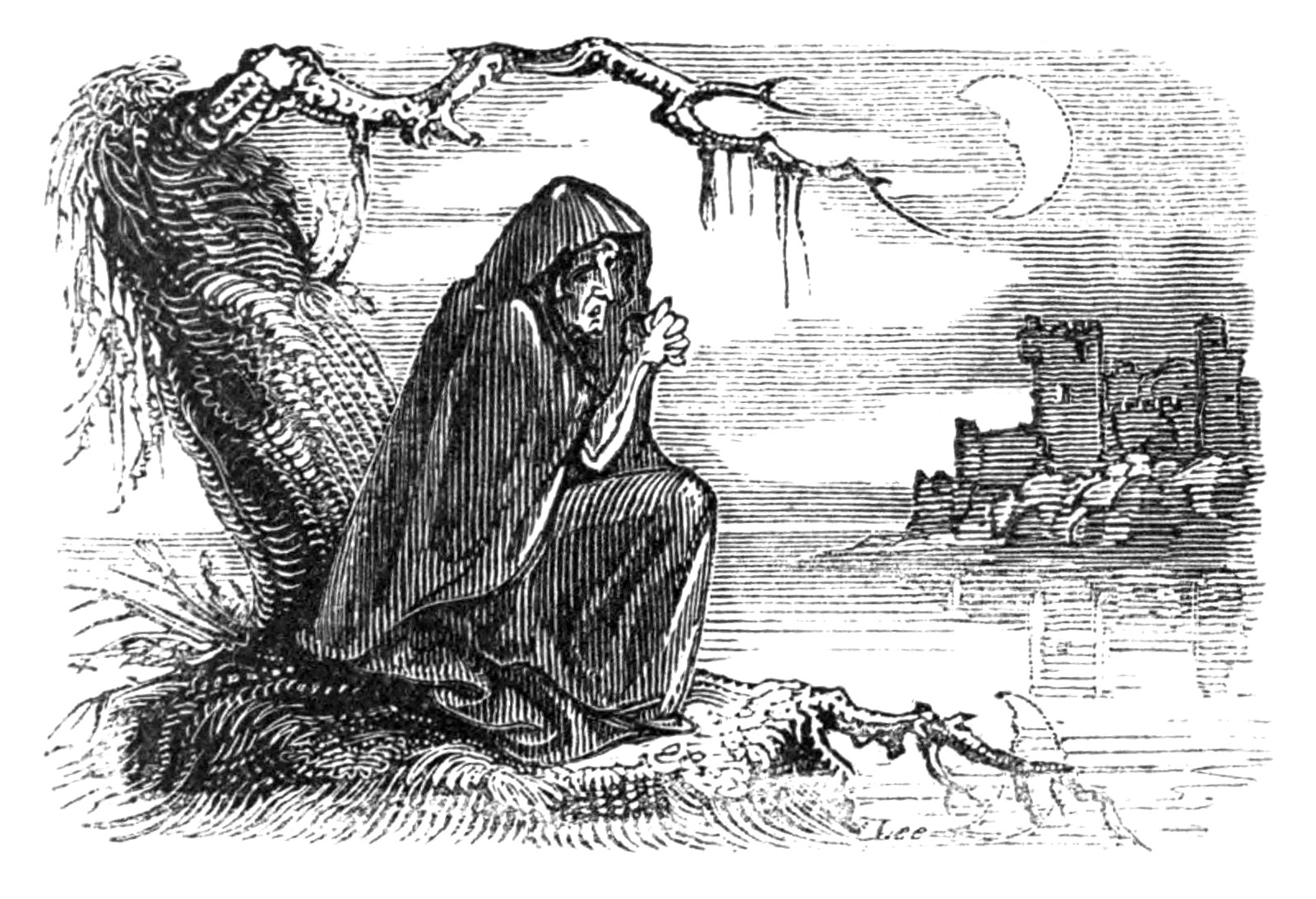
نگاره ای از یک بنشی

ایرلندی‌ها که از جمله اقوام سلت به شمار می‌روند، همانند سایر اقوام اروپا پیش از مسیحیت اعتقادات پاگانی و چندخدایی داشتند. اگرچه که ما هیچ متنی از دوران پیشامسیحیت ایرلند نداریم اما بخشی از این اساطیر در ادبیات ایرلندی مسیحی دوره قرون وسطی حفظ شده است. شایان ذکر است که اساطیر ایرلندی بهتر و بیشتر از همهٔ دیگر بخش‌های اسطوره‌های سلتی حفظ شده‌است. به‌طور کلی می‌توان متون اساطیر ایرلندی را به چهار دوره بخش‌بندی کرد: دوره اساطیری، دوره اولستر، دوره فنیان و دوره تاریخی. بخش‌هایی نیز هست که در هیچ‌یک ازین دوره‌ها نمی‌گنجد.

## دست‌نوشته‌ها
ثبت سنت شفاهی ایرلند از قرن ششم میلادی‌، پس از گرویدن این مردم به مسیحیت آغاز شده است. البته دست‌نوشته‌های موجود اغلب قدمتی فراتر از قرن دوازدهم میلادی ندارند، با این‌وجود صاحب‌نظران معتقدند که این متون ریشه در سنت و فولکلور مردم ایرلندی دارد که در دوران ایرلند مسیحی ثبت شده است. طبیعتا اساطیر که دوران مسیحی ثبت شده در نتیجه گذر زمان، عدم آشنایی روحانیون مسیحی و تعصبات و پیشداوری‌‌های ایشان نسبت به دین پیش از مسیحیت، دچار تحریف شده است و بعدها که به نگارش درآمده با اساطیر مسیحی و یا حتی اساطیر کلاسیک (یونان و روم) درآمیخته است با این‌وجود با استفاده از شواهد باستان‌شناسی و زبان‌شناسی تا حدودی می‌توان اساطیر مردم ایرلند پیش از مسیحیت را بازسازی کرد. 

### کهن‌ترین دست‌نوشته‌ها و کتاب‌ها

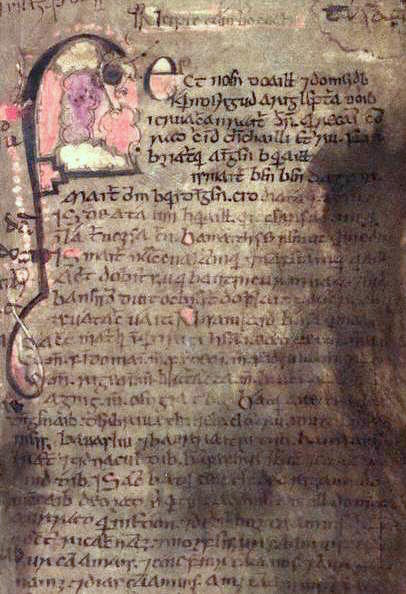
کتاب لنیستر (قرن دوازدهم) یکی از نسخه‌های لاور گوالا

همان‌طور که گفتیم که متون اساطیر ایرلندی را می‌توان به چهار بخش اساطیری، چرخه اولستر، چرخه فنیان و دوران تاریخی تقسیم‌بندی کرد. درباره دوره اساطیری ما دو متن اساسی داریم. یکی کتاب لاور گوالا یا کتاب اشغال‌ها می‌باشد که سرگذشت افسانه‌ای از نخستین ساکنان جزیره ایرلند را گزارش می‌کند و دیگری کتاب دین‌شن‌خاس یا تاریخ مکان‌ها که داستان اساطیری نام اماکن در ایرلند را شرح می‌دهد. درباره گروه موسوم به چرخه اولستر، مهم‌ترین منبع ما تان‌بوکولنا یا غارت گله گاو کولی می‌باشد که قدیمی‌ترین نسخه آن دست‌نوشته لاور ناهودرا یا کتاب گاو قهوه‌ای دن می‌باشد که در صومعه کلون‌ماسنویس (یا کلون مک‌نوا) ایرلند توسط سه راهب تألیف شده‌است که یکی از این راهبان تا قبل از ۱۱۰۶ میلادی فوت کرده‌است.  

## دوره اساطیری

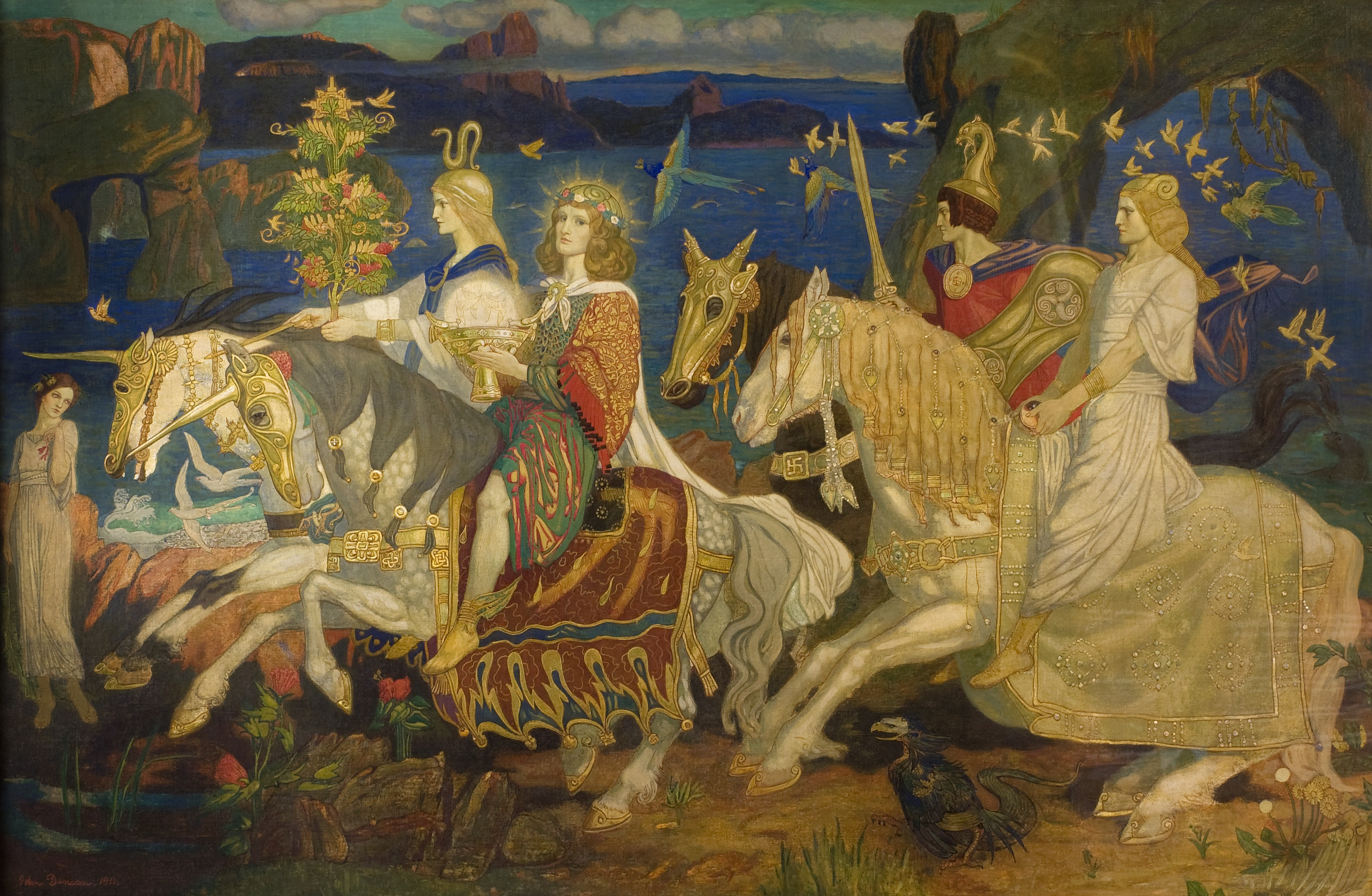
«سواران سیده» از جان دانکن

این دوره شامل داستانهایی از خدایان پیشین و منشأ ایرلندی هاست که از دیگر دوره‌ها کمتر حفظ شده‌است. همان‌طور که قبل‌تر گفتیم، لاور گوالا یا کتاب اشغال‌ها از جمله متون اساسی این دوره هستند که سرگذشت افسانه‌ای از نخستین ساکنان جزیره ایرلند ارائه می‌کند. طبق لیبهار گوالا در ابتدا زنی به نام سیسایر و پیروانش که همگی زن بودند ساکن این جزیره شدند. شخصیت سیسایر احتمالا برگرفته از سیرسه، افسونگر اساطیر یونانی، می‌باشد. سیسایر و قومش بر اثر بیماری همگی نابود شدند. سپس نوبت به مردی به نام پارتولان می‌رسد که به همراه چند خانواده دیگر از یونان به جزیره می‌آید، اگرچه نسل او تا سیصد سال بعد ادامه دارد اما در نهایت قوم او نیز به سرنوشت سیسایر دچار شده و در اثر بیماری از بین می‌روند. بعد از پارتولان اقوام دیگری به جزیره می‌آیند که مهم‌ترین ایشان توآتا دی دانان یا قوم ایزدبانو دانو هستند. توآتا دی دانان که قدرت‌های جادویی داشتند، تا سال‌ها حاکمان ایرلند بودند اگرچه که برای این حاکمیت مجبور بودند با ساکنان پیشین ایرلند بجنگند. در نهایت توآتا دی دانان مغلوب گروهی به نام میلسیایی‌ها شدند که از اسپانیا آمده بودند. طبق توافقی که میان توآتا دی دانان و میلسیایی‌ها صورت گرفت، قرار بر این شد که قلمروی روی زمین متعلق به میلسیایی‌ها باشد که ملت ایرلند امروزی از نوادگان ایشان هستند و قلمروی زیر زمین متعلق به توآتا دی‌ دانان باشد. همچنین میلسیایی‌ها پذیرفتند که توآتا دی دانان را به عنوان خدایان خود بپرستند. در نظر مردم ایرلند تپه‌ها و خاکریزهای ایرلند دریچه‌ای به دنیای زیرزمینی اسرارآمیز خدایان توآتا دی دانان بود که به سیده یا شی معروف بود و توآتا دی دانان را قوم تپه‌ها یا ایس سیده نیز می‌نامیدند.

### سیده یا شی و الهه بانشی
مردم ایرلند هنوز هم که می‌خواهند که به دنیای نامرئی اجنه و پریان اشاره کنند، از عبارت سیده یا شی استفاده می‌کنند. همچنین در فولکلور ایرلندی، نوعی فرشته مرگ به نام بان‌شی وجود دارد که در لغت به معنای بانو سیده (شی) یا بانو پریزاد می‌باشد. در اساطیر و فولکلور ایرلندی، شی‌ها موجوداتی جادویی و ماوراءالطبیعه هستند که به یکباره ظاهر می‌شوند و در لحظه‌ای بعد ناپدید می‌شوند، به‌نحوی که کسی نمی‌داند آن‌ها از کجا می‌آیند و به کجا می‌روند! آن‌ها می‌توانند خودشان را نامرئی کنند و در امور انسان‌ها دخالت کنند.

## دوره اولستر

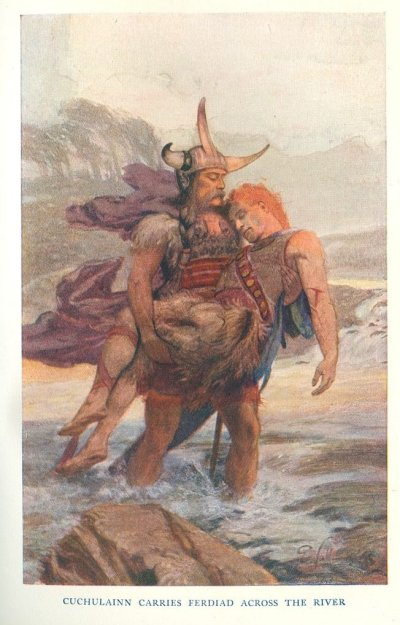
کوخولین فردیاد را از عرض رودخانه می گذرارند.

این دوره به‌طور سنتی مجموعه ای است پیرامون سده یکم عصر حاضر می‌گذرد و بسیاری از رخدادهای آن در استانهای اولستر وکوناکت رخ می‌دهند. این بخش شامل داستانهایی حماسی از زندگی کنخبار مک نسا، شاه اولستر، پهلوانی نامی کوخولین پسر ایزد لوغ و دوستان و عشاق و دشمنان آنهاست.

## دوره فنیان
همانند دوره اولستر این چرخه دربارهٔ کارهای پهلوانان ایرلندی است. داستانهای دوره فنیان در سدهٔ سوم عصر حاضر رخ می‌دهند و بیشتر در استانهای لینستر و مونستر جای دارند.

## دوره تاریخی
این بخشی ماحصل کار شاعران قرون وسطی ایرلندی یا شاعران درباری است که به ثبت تاریخچه خانوادگی و شجره نامه پادشاهانی که به آنها خدمت می‌کرده‌اند می‌پردازد.

### بوسه جادویی نیال[۱۶]
نیال پسر پادشاه ایرلند، ائوچو موئیگ‌مندون، بود. روزی او به همراه برادرانش به دنبال چاهی بودند که از آن آب بنوشند. چاه توسط یک پیرزن زشت‌رو که موهایش همچون دم اسب وحشی بود و دندان‌های نامرتبش از دو طرف بیرون زده بود، محافظت می‌شد. پیرزن از جوانان طلب بوسه کرد و به جز نیال بقیه از این کار امتناع کردند. با بوسه نیال، پیرزن تبدیل به دوشیزه‌ای رعنا شد. دگردیسی اشخاص یک پدیده رایج در اساطیر ایرلندی و سلتی هست که نمونه‌های آن را می‌توان در قصه‌های پریان سلتی مثل داستان‌های شاه آرتور مشاهده کرد که بعدها کل ادبیات اروپا را تحت تأثیر قرار داد. 